# Zambales

Zambales

Zambales – prowincja na Filipinach, położona w środkowo-zachodniej części wyspy Luzon. Od zachodu granicę wyznacza Morze Południowochińskie, od północy prowincja Pangasinan, od zachodu prowincje Tarlac i Pampanga, od południa prowincja Bataan. Powierzchnia: 3529,4 km². Liczba ludności: 493 085 mieszkańców (2007). Gęstość zaludnienia wynosi 139,7 mieszk./km². Stolicą prowincji jest Iba.